# Tetraciklin
Tetraciklin je poliketidni antibiotik širokog spektra koji proizvodi Streptomyces rod aktinobakterija. On se koristi protiv mnogih bakterijskih infekcija. Tetraciklin je inhibitor proteinske sinteze. On se često koristi za tretman akni, i odnedavno rozaceja. Istorijski ovaj lek je imao važnu ulogu u redukovanju smrtnosti usled kolere. Tetraciklin je u prodaji pod mnoštvom imenima, neka od kojih su: Sumycin, Tetracyn, i Panmycin. On se takođe koristi u proizvodnji nekoliko semisintetičkih derivata, koji su poznati kao tetraciklinski antibiotici. Termin tetraciklin se takođe koristi za označavanje sistema sa četiri prstena ovog jedinjenja. Tetraciklini su srodne supstance koje sadrže sistem sa četiri prstena.

## Spoljašnje veze
- [http://www.ebi.ac.uk/pdbe-srv/PDBeXplore/ligand/?ligand=TAC

|  | Molimo Vas, obratite pažnju na važno upozorenje u vezi sa temama iz oblasti medicine (zdravlja). |